# ドバウィ
ドバウィ (Dubawi) は、アイルランド産のサラブレッドの競走馬および種牡馬。通算成績8戦5勝。おもな勝ち鞍は2005年アイリッシュ2000ギニー、ジャック・ル・マロワ賞。2000年のドバイワールドカップなどを勝ち、期待されて種牡馬となるも1世代のみを遺して急死したドバイミレニアムの産駒として知られる。
日本に輸入されていない為、生産者Derley Studの日本拠点であるダーレー・ジャパンでは英語での発音に近いドゥバウィと表記されている。

## 競走馬時代
名手ランフランコ・デットーリを背に2004年のデビュー戦を勝利で飾ると、そのまま3連勝でナショナルステークスを制し、翌年のクラシック戦線の有力候補になる。その後、ぶっつけで臨んだ2000ギニーではわずか3戦のキャリアでこのレースを制したフットステップスインザサンドの5着と惨敗してしまうが、アイリッシュ2000ギニーは完勝する。次走は距離が大幅に伸びた英ダービーだったが、勝ち馬のモティヴェイターから8馬身も離された3着と大敗してしまう。
再びマイル路線に戻ることになったドバウィはジャック・ル・マロワ賞に出走する。ここでは、フランス2冠牝馬のディヴァインプロポーションズやイスパーン賞・クイーンアンステークスなどを連勝してきていたヴァリクシール、モーリス・ド・ゲスト賞から連闘で臨んできたウィッパーなど有力馬が顔を揃えたが、これらの有力馬に勝利。続いてクイーンエリザベス2世ステークスに出走するもスタークラフトに3/4馬身とどかず2着と惜敗。その後、後肢の靭帯損傷により現役を引退。父ドバイミレニアムの数少ない後継種牡馬として種牡馬入りした。

## 競走成績
| 競走日 | 競走日 | 競走日 | 競馬場           | 競走名                 | 格 | 距離     | 着順 | タイム  | 着差      | 騎手         | 1着馬（2着馬）     |
| ------ | ------ | ------ | ---------------- | ---------------------- | -- | -------- | ---- | ------- | --------- | ------------ | ------------------ |
| 2004.  | 6.     | 4      | グッドウッド     | 未勝利S                |    | 芝6f     | 1着  | 1.13.51 | 1 1/4馬身 | L.デットーリ | (Fox)              |
|        | 7.     | 8      | ニューマーケット | スーパーレイティヴS    | G3 | 芝7f     | 1着  | 1:26.48 | 1/2馬身   | L.デットーリ | (Henrik)           |
|        | 9.     | 19     | カラ             | ナショナルS            | G1 | 芝7f     | 1着  | 1:24.8  | 3馬身     | L.デットーリ | (Berenson)         |
| 2005.  | 4.     | 30     | ニューマーケット | 英2000ギニー           | G1 | 芝8f     | 5着  | -       | 3馬身     | L.デットーリ | Footstepsinthesand |
|        | 5.     | 21     | カラ             | 愛2000ギニー           | G1 | 芝8f     | 1着  | 1:41.6  | 2馬身     | L.デットーリ | (Oratorio)         |
|        | 6.     | 4      | エプソム         | ダービー               | G1 | 芝12f10y | 3着  | -       | 8馬身     | L.デットーリ | Motivator          |
|        | 8.     | 14     | ドーヴィル       | ジャック・ル・マロワ賞 | G1 | 芝1600m  | 1着  | 1:37.09 | 1 1/2馬身 | K.マカヴォイ | (Whipper)          |
|        | 9.     | 24     | ニューマーケット | クイーンエリザベス2世S | G1 | 芝8f     | 2着  | -       | 3/4馬身   | L.デットーリ | Starcraft          |

## 種牡馬時代
2006年より父もかつて繋養されていたダルハムホールスタッドで繋養される。初年度の種付け料は25000ポンド。2008年のみキルダンガンスタッドで供用。シャトル種牡馬としてオーストラリアでも種付けしている。
2009年に初年度産駒がデビューすると、翌年にはマクフィが2000ギニーを制して産駒がG1を初制覇。初年度産駒からは9頭のG1勝ち馬が現れるなど、その後も大レースで活躍する数多くの産駒を送り出した。それにともなって2014年の種付け料は10万ポンドにまで上昇した。
2023年の種付け料は35万ポンド（約5800万円）にまで上昇した。
2024年の種付け料はフランケルと並んで欧州最高額の35万ポンドに設定された。
種牡馬入りした産駒も複数あり、このうちモンテロッソはダーレー・ジャパン、マクフィは日本軽種馬協会静内種馬場、ベンバトルはビッグレッドファームで、それぞれ日本国内で供用されている。

### G1競走優勝馬
※生産年ごとにアルファベット順で表記、カタカナ馬名前の*印は本邦輸入、レース名斜体は国内グレード1
- 2007年産
  - Dubawi Heights / *ドバウィハイツ - ゲイムリーステークス、イエローリボンステークス
  - Happy Archer / ハッピーアーチャー - セクウィニステークス、ガーデンプロヴィンスステークス
  - Lucky Nine / ラッキーナイン - 香港スプリント、クリスフライヤーインターナショナルスプリント連覇、クイーンズシルヴァージュビリーカップ、チェアマンズスプリントプライズ連覇　※旧名Luck or Design
  - Makfi / *マクフィ - 2000ギニーステークス、ジャック・ル・マロワ賞
  - Monterosso / *モンテロッソ - ドバイワールドカップ
  - Poet's Voice / ポエッツボイス - クイーンエリザベス2世ステークス
  - Prince Bishop / プリンスビショップ - マクトゥームチャレンジラウンド3、ドバイワールドカップ
  - Secret Admirer / シークレットアドマイヤー - フライトステークス、エプソムハンデキャップ
  - Tiger Tees / タイガーティーズ - ザギャラクシー
- 2008年産
  - Al Kazeem / アルカジーム - タタソールズゴールドカップ2回、プリンスオブウェールズステークス、エクリプスステークス
  - Hunter's Light / ハンターズライト - ローマ賞、マクトゥームチャレンジラウンド3、ジェベルハッタ
  - Waldpark / ヴァルトパルク - ドイチェスダービー
  - Red Dubawi / レッドドバウィ - ヴィットーリオ・ディ・カープア賞
- 2009年産
  - Akeed Mofeed / アキードモフィード - 香港カップ
  - Shamal Wind / シャマルウィンド - オークレイプレート
  - Sheikhzayedroad / シェイクザイードロード - ノーザンダンサーターフステークス
- 2010年産
  - Srikandi / スリカンディ - ストラドブロークハンデキャップ、タタソールズクラブティアラ
  - Willow Magic / ウィローマジック - SAナーサリー
- 2011年産
  - Night Of Thunder / ナイトオブサンダー - 2000ギニーステークス、ロッキンジステークス
  - Postponed / ポストポンド - キングジョージ6世&クイーンエリザベスステークス、ドバイシーマクラシック、コロネーションカップ、インターナショナルステークス
- 2012年産
  - Arabian Queen / アラビアンクイーン - インターナショナルステークス
  - Erupt / イラプト - パリ大賞、カナディアンインターナショナルステークス
  - New Bay / ニューベイ - ジョッケクルブ賞
  - The Blue Eye / ザブルーアイ - カタールゴールドトロフィー
  - Mubtaahij / ムブタヒージ - オーサムアゲインステークス
  - North America / ノースアメリカ - マクトゥームチャレンジラウンド3
  - Bateel / バティール - ヴェルメイユ賞
- 2013年産
  - Left Hand / レフトハンド - ヴェルメイユ賞
  - Nezwaah / ネズワー - プリティーポリーステークス
  - Zarak / ザラク - サンクルー大賞
- 2014年産
  - Benbatl /  ベンバトル - ドバイターフ、バイエルンツフトレネン、コーフィールドステークス
  - Kitesurf / *カイトサーフ - ヴェルメイユ賞
  - Sobetsu /  ソーベツ - サンタラリ賞
  - Wuheida /  ウハイダ - マルセルブサック賞、ブリーダーズカップ・フィリー&メアターフ
  - Coronet / コロネット - サンクルー大賞、ジャンロマネ賞
- 2015年産
  - Ghaiyyath / ガイヤース - バーデン大賞、コロネーションカップ、エクリプスステークス、インターナショナルステークス
  - Wild Illusion / ワイルドイリュージョン - マルセルブサック賞、ナッソーステークス、オペラ賞
  - The Revenant / ザレヴェナント - クイーンエリザベス2世ステークス
  - Old Persian / オールドペルシアン - ドバイシーマクラシック、ノーザンダンサーターフステークス
- 2016年産
  - Too Darn Hot / トゥーダーンホット - デューハーストステークス、ジャンプラ賞、サセックスステークス
  - Lord North / ロードノース - プリンスオブウェールズステークス、ドバイターフ3連覇
  - Quorto /クオルト - ヴィンセントオブライエンステークス
  - Space Blues / スペースブルース - モーリス・ド・ゲスト賞、フォレ賞、ブリーダーズカップ・マイル
- 2018年産
  - Creative Force / クリエイティブフォース - ブリティッシュ・チャンピオンズ・スプリントステークス
  - Yibir / ユビアー - ブリーダーズカップ・ターフ
  - Naval Crown / ネイヴァルクラウン - プラチナジュビリーステークス
  - In Italian / インイタリアン - ダイアナステークス、ファーストレディステークス、ジェニーワイリーステークス、ジャストアゲームステークス
  - Rebel's Romance / レベルスロマンス - ベルリン大賞2回、オイロパ賞2回、ブリーダーズカップ・ターフ2回、ドバイシーマクラシック、チャンピオンズ&チャターカップ
  - Master Of The Seas / マスターオブザシーズ - ウッドバインマイル、ブリーダーズカップ・マイル、メーカーズマークマイルステークス
- 2019年産
  - Albahr / アルバー - サマーステークス
  - Modern Games / モダンゲームズ - ブリーダーズカップ・ジュヴェナイルターフ、プール・デッセ・デ・プーラン、ウッドバインマイル、ブリーダーズカップ・マイル、ロッキンジステークス
  - Coroebus / コロエバス - 2000ギニーステークス、セントジェームズパレスステークス
  - Eldar Eldarov / エルダーエルダロフ - セントレジャーステークス、アイリッシュセントレジャー
  - Al Husn / アルフスン - ナッソーステークス
  - Walk Of Stars / ウォークオブスターズ - マクトゥームチャレンジ
- 2021年産
  - Henry Longfellow / ヘンリーロングフェロー - ヴィンセントオブライエンステークス
  - Ancient Wisdom / エインシャントウィズダム - フューチュリティトロフィー
  - Notable Speech / ノータブルスピーチ - 2000ギニーステークス、サセックスステークス
  - Ezeliya / エゼリヤ - オークスステークス
  - Lead Artist / リードアーティスト - ロッキンジステークス
- 2022年産
  - Delacroix / ドラクロワ - エクリプスステークス

### ブルードメアサイアーの産駒
- 2013年産
  - Blair House / ブレアハウス（父Pivotal 母Patroness） - ジェベルハッタ
- 2015年産
  - リバティハイツ（父キングカメハメハ 母ドバウィハイツ） - フィリーズレビュー
- 2017年産
  - Without A Fight / ウィズアウトアファイト（父Teofilo 母Khor Sheed） - コーフィールドカップ、メルボルンカップ
- 2018年産
  - Adayar / アダイヤー（父Frankel 母Anna Salai） - ダービーステークス、キングジョージ6世&クイーンエリザベスステークス
  - Mostahdaf / モスターダフ（父Frankel 母Handassa） - プリンスオブウェールズステークス、インターナショナルステークス
- 2019年産
  - Homeless Songs / ホームレスソングス（父Frankel 母Joailliere） - アイリッシュ1000ギニー
- 2020年産
  - Militarize / ミリタライズ（父Dundeel 母Amerindia） - サイアーズプロデュースステークス、シャンペンステークス、ゴールデンローズステークス
  - Zardozi / ザルドジ（父Kingman 母Chanderi） - ケネディオークス
- 2021年産
  - Cinderella's Dream / シンデレラズドリーム（父Shamardal 母Espadrille） - ベルモントオークスインビテーショナルステークス、ファルマスステークス

## 血統表
| ドバウィの血統                | ドバウィの血統                          | ドバウィの血統                          | （血統表の出典）                        | （血統表の出典） |
| 父系                          | ミスタープロスペクター系                | ミスタープロスペクター系                | ミスタープロスペクター系                | [ § 2 ]          |
| 父 Dubai Millennium 1996 鹿毛 | 父の父Seeking the Gold 1985 鹿毛        | Mr. Prospector                          | Raise a Native                          | Raise a Native   |
| 父 Dubai Millennium 1996 鹿毛 | 父の父Seeking the Gold 1985 鹿毛        | Mr. Prospector                          | Gold Digger                             |                  |
| 父 Dubai Millennium 1996 鹿毛 | 父の父Seeking the Gold 1985 鹿毛        | Con Game                                | Buckpasser                              | Buckpasser       |
| 父 Dubai Millennium 1996 鹿毛 | 父の父Seeking the Gold 1985 鹿毛        | Con Game                                | Broadway                                |                  |
| 父 Dubai Millennium 1996 鹿毛 | 父の母Colorado Dancer 1986 黒鹿毛       | Shareef Dancer                          | Northern Dancer                         | Northern Dancer  |
| 父 Dubai Millennium 1996 鹿毛 | 父の母Colorado Dancer 1986 黒鹿毛       | Shareef Dancer                          | Sweet Alliance                          |                  |
| 父 Dubai Millennium 1996 鹿毛 | 父の母Colorado Dancer 1986 黒鹿毛       | Fall Aspen                              | Pretense                                | Pretense         |
| 父 Dubai Millennium 1996 鹿毛 | 父の母Colorado Dancer 1986 黒鹿毛       | Fall Aspen                              | Change Water                            |                  |
| 母 Zomaradah 1995 黒鹿毛      | 母の父Deploy 1987 鹿毛                  | Shirley Heights                         | Mill Reef                               | Mill Reef        |
| 母 Zomaradah 1995 黒鹿毛      | 母の父Deploy 1987 鹿毛                  | Shirley Heights                         | Hardiemma                               |                  |
| 母 Zomaradah 1995 黒鹿毛      | 母の父Deploy 1987 鹿毛                  | Slightly Dangerous                      | Roberto                                 | Roberto          |
| 母 Zomaradah 1995 黒鹿毛      | 母の父Deploy 1987 鹿毛                  | Slightly Dangerous                      | Where You Lead                          |                  |
| 母 Zomaradah 1995 黒鹿毛      | 母の母Jawaher 1989 鹿毛                 | *ダンシングブレーヴ                     | Lyphard                                 | Lyphard          |
| 母 Zomaradah 1995 黒鹿毛      | 母の母Jawaher 1989 鹿毛                 | *ダンシングブレーヴ                     | Navajo Princess                         |                  |
| 母 Zomaradah 1995 黒鹿毛      | 母の母Jawaher 1989 鹿毛                 | High Tern                               | High Line                               | High Line        |
| 母 Zomaradah 1995 黒鹿毛      | 母の母Jawaher 1989 鹿毛                 | High Tern                               | Sunbittern                              |                  |
| 母系(F-No.)                   | Sunbittern系(FN:9-e)                    | Sunbittern系(FN:9-e)                    | Sunbittern系(FN:9-e)                    | [ § 3 ]          |
| 5代内の近親交配               | Northern Dancer 4×5、Raise a Native 4×5 | Northern Dancer 4×5、Raise a Native 4×5 | Northern Dancer 4×5、Raise a Native 4×5 | [ § 4 ]          |
| 出典                          | 1. 2. 3. 4.                             | 1. 2. 3. 4.                             | 1. 2. 3. 4.                             | 1. 2. 3. 4.      |

### 主な近親
主な近親は母系は4代母Sunbittern、3代母High Ternから広がっている。
- 3代母High Ternの産駒にHigh-Rise（英ダービー）がいる。
- 4代母Sunbitternの産駒にHigh Hawk（ローマ賞）がいる。
  - 上記High Hawkも活躍馬を輩出し牝系の一翼となっており、その産駒にはIn the Wings（ブリーダーズカップ・ターフなど）、ハンティングホーク（グレフュール賞、本邦輸入種牡馬）、Morozov（ユベール・ド・ショードネイ賞）、Hawker's News（ダービートライアルステークス）などがいる。
- その他の近親には、4代母Sunbitternを3代母として持つVirginia Waters（英1000ギニー）がいる。